# Шейх аль-махши
Шейх аль-махши (араб. شيخ المحشي‎, «шейх начинённых блюд», «шейх фаршированных овощей»), шейх эль-махши или шекмахши (курдский) — популярное блюдо на Ближнем Востоке, состоящее из баклажанов или цуккини, фаршированных бараниной и орехами, залитое йогуртовым соусом (в оригинале) или томатным соусом (как вариант). Оно также известно как محشي الكوسة باللبن («цукини с греческим йогуртом»). Некоторые источники указывают на сирийское происхождение.
Благодаря своему вкусу и трудоемкому приготовлению это одно из самых популярных блюд в арабском мире. Это почитание отражено в его названии: махши — фаршированные овощи в арабской кухне, а шейх означает «верховный правитель», то есть блюдо также считается «пищей шейха». В отличие от куса махши (фаршированные кабачки), в начинке полностью отсутствует рис, а используются более дорогие ингредиенты: мясо и кедровые орехи. Это блюдо довольно трудозатратное, поэтому считается честью для гостей, когда его подают в доме.
По распространённому мнению, блюдо было придумано в Сирии и распространилось по всему Ближнему Востоку, постепенно арабы заменили овощную начинку мясом и луком. Кабачки чаще используются в Ираке, Сирии, Палестине, Иордании, Египте и странах Персидского залива, а в Ливане предпочитают баклажаны.
Блюдо обычно подают с рисом.